# NORAH
NORAH (Noordelijke Randweg Haaglanden), tegenwoordig Noordelijke Randweg Haagse Regio genoemd, is een randweg met tunnels in de regio Haaglanden met twee onderdelen.
- Rijksweg N14, met daarin de Sijtwendetunnels, vormt sinds november 2003 een verbinding tussen de afrit Leidschendam op de A4 en de aansluiting op de N44, een kruising met viaduct, bij het Van der Valk Hotel Den Haag-Wassenaar, voorheen bekend als Hotel Restaurant "De Bijhorst", in Wassenaar.
- Vanaf het viaduct over de N44 loopt de weg door als stadsroute S200. Tot aan de Hubertustunnel draagt de weg ook het nummer N440 alsmede de oorspronkelijke naam Landscheidingsweg. Het oude "Sijtwende" betekent landscheiding. Na de Hubertustunnel komt de S200 uit op het Hubertusviaduct vlak bij Madurodam.